# Husqvarna Garden
Husqvarna Garden – kryte lodowisko położone w Jönköping, na którym swoje mecze rozgrywa drużyna hokejowa SHL – HV71. Obiekt powstał w 2000 roku i może pomieścić 7 000 widzów.